# Johannes Sturm

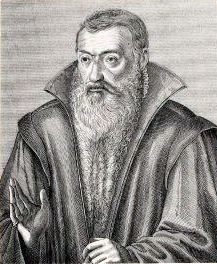
Jean Sturm.
Johannes Sturm, ritratto di Jacob van der Heyden da Tobias Stimmer.

Johannes Sturm, anche Jean Sturm, latinizzato in Ioannes Sturmius, (Schleiden, 1º ottobre 1507 – Strasburgo, 3 marzo 1589), è stato un pedagogo tedesco che influenzò il sistema scolastico dell'educazione secondaria o del ginnasio.

## Biografia
Nel 1521 o 1522 iniziò gli studi alla Scuola di St. Jerome a Liegi passando poi all'Università di Lovanio. Lì acquisì una quota in una tipografia e pubblicò diverse opere greche. Visitò Parigi nel 1529 per vendere libri, e venne invitato ad insegnare e tenere conferenze su Cicerone e Demostene. Influenzato dagli scritti di Martin Bucer adottò i principi della Riforma protestante. Nel 1534 partecipò al tentativo di conciliare i protestanti con i cattolici.
Fu chiamato a Strasburgo (dove si unì, tra gli altri, allo statista, non suo parente, Jacob Sturm von Sturmeck) nel 1537, e nel 1538 istituì il Ginnasio protestante. Diresse la scuola per 43 anni facendole raggiungere una vasta celebrità.
Intraprese missioni diplomatiche per conto di Strasburgo, stati protestanti e per il re di Francia. Frequentò le conferenze a Hagenau e Worms nel 1540, e a Ratisbona nel 1541, e andò con Bucer per incontrare l'elettore di Colonia nel 1542. Dopo aver contribuito a negoziare la pace tra Inghilterra e Francia nel 1545, andò di nuovo in Francia nel 1546, allo scoppio della guerra di Smalcalda, per cercare l'aiuto di Francesco I. Chiese aiuti per gli ugonotti, cosa che lo rese sospetto agli occhi dei luterani.
Dopo la morte di Jacob Sturm e con l'applicazione rigorosa della confessione luterana dopo il 1555, Sturm fu coinvolto in alcune controversie. Accolse il punto di vista più ampio di Bucer, e fu influenzato dal suo punto di vista biblico e umanistico verso un cristianesimo non dogmatico. Un consenso, nel 1563, sulla base della Concordia di Wittenberg non durò a lungo. A Sturm fu chiesto di impiantare scuole a Strasburgo sul modello della sua, tra le quali il ginnasio di Lauingen (1564). Ma persistettero le proteste dei teologi contro le sue opinioni, e quelle dei suoi collaboratori.
Johann Marbach si disse a favore di Sturm nel 1575, ma la Formula della Concordia a Strasburgo riaprì il conflitto. Johannes Pappus rinnovò l'assalto, sostenuto da Andreas Osiander e Jakob Andreae, in una guerra di pamphlet. Sturm venne sollevato dall'incarico nel 1581 e si ritirò a Northeim. Morì poi a Strasburgo.

## Eredità
Sturm è stato generalmente considerato come il più grande educatore collegato alla Chiesa riformata. La scuola da lui diretta e la sua arte di insegnare furono un modello umanistico per un secolo in tutta Europa. Il suo ideale di educazione era "dirigere l'aspirazione degli studiosi verso Dio, per sviluppare la loro intelligenza e per renderli utili cittadini, insegnando loro la capacità di comunicare i propri pensieri e sentimenti con effetto persuasivo."
Sturm implementò una gradazione del corso di studi, e nuovi metodi di insegnamento. Il suo sistema di classi (praticamente lo stesso che ancora prevale in tutti i ginnasi alcuni secoli più tardi), la classificazione del materiale letterario da utilizzare nelle scuole, la sua scrittura di libri di testo, e la sua organizzazione della gestione della scuola nell'istruzione secondaria, si diffuse, non solo nelle scuole tedesche, ma anche nelle scuole secondarie di Inghilterra e Francia.
Oltre al Gymnasium, Foyer Jean-Sturm, un moderno dormitorio per studenti a Strasburgo, porta anche il suo nome.